# حمام قدیمی احمدآبادعلیا
حمام قدیمی احمد آبادعلیا مربوط به دوره قاجار است و در شهرستان تکاب، بخش تخت سلیمان، روستای احمدآباد علیا واقع شده و این اثر در تاریخ ۱۷ اسفند ۱۳۸۱ با شمارهٔ ثبت ۷۵۲۱ به‌عنوان یکی از آثار ملی ایران به ثبت رسیده است.